# Nunatak Ezeiza
Nunatak Ezeiza är en nunatak i Antarktis. Den ligger i Västantarktis. Argentina och Storbritannien gör anspråk på området. Toppen på Nunatak Ezeiza är 128 meter över havet.
Terrängen runt Nunatak Ezeiza är mycket platt. Trakten är obefolkad. Det finns inga samhällen i närheten.